# トライローキャ・ビクラム・シャハ
トライローキャ・ビクラム・シャハ（Trailokya Bikram Shah、1847年11月30日 - 1878年3月30日）は、ネパール王国の王太子。第6代君主スレンドラ・ビクラム・シャハの息子、第7代君主プリトビ・ビール・ビクラム・シャハの父にあたる。

## 生涯
1847年11月30日、トライローキャ・ビクラム・シャハはネパール王スレンドラ・ビクラム・シャハの息子として、カトマンズのハヌマン・ドーカ宮殿で生まれた。
1877年、強力な首相ジャンガ・バハドゥル・ラナが死亡すると、トライローキャはその息子ジャガット・ジャンガ・ラナを擁立し、王権の奪還を狙った。だが、計画を察知したジャンガ・バハドゥルの末弟ディール・シャムシェル・ラナにより、王太子とジャガット・ジャンガの留守中に、ラノッディープ・シンハ・ラナが首相の地位に就けられた。
計画に失敗したトライローキャはその後、弟ナレンドラ・ビクラム・シャハ、王族、タパ、パンデ、バスネット、ビシュタなど貴族らと組み、ディール・シャムシェルの追い落としを計画した。
1878年3月30日、トライローキャはカトマンズのハヌマン・ドーカ宮殿で急死した。ディール・シャムシェルによって暗殺されたという説もある。
トライローキャが急死したのち、ディール・シャムシェルはナレンドラ王子を追放、味方した大勢の貴族を殺害、追放、財産没収し、絶大な権力を手にした。